# Ostrý (berg i Tjeckien, lat 50,53, long 13,95)
Ostrý är ett berg i Tjeckien. Det ligger i den nordvästra delen av landet, 60 km nordväst om huvudstaden Prag. Toppen på Ostrý är 553 meter över havet, eller 120 meter över den omgivande terrängen. Bredden vid basen är 1,0 km.
Terrängen runt Ostrý är huvudsakligen lite kuperad.Runt Ostrý är det ganska tätbefolkat, med 56 invånare per kvadratkilometer. Närmaste större samhälle är Ústí nad Labem, 15,4 km norr om Ostrý. Trakten runt Ostrý består till största delen av jordbruksmark.